# Jealousy (canção)
"Jealousy" é um single da banda britânica de rock Queen, lançado em 1979. Foi a última canção a ser lançada neste formato do álbum Jazz, de 1978. Foi distribuído nos Estados Unidos, Canadá, Brasil, Nova Zelândia e União Soviética. Neste último país, a canção "Don't Stop Me Now" foi o B-side.
A música foi escrita por Freddie Mercury, e para criar o efeito desejado em "Jealousy", Brian May utilizou cordas de piano em seu violão. Todos os vocais foram gravados por Mercury.

## Ficha técnica
Banda
- Freddie Mercury - vocais, piano e composição
- Brian May - violão
- Roger Taylor - bateria
- John Deacon - baixo